# Cyrtopogon transiliensis
Cyrtopogon transiliensis là một loài ruồi trong họ Asilidae. Cyrtopogon transiliensis được Lehr miêu tả năm 1998. Loài này phân bố ở vùng Cổ Bắc giới.